# Alver
Alver er en kommune i Nordhordland i Vestland fylke i Norge. Kommunen blev etableret 1. januar 2020 da kommunerne Lindås, Radøy og Meland ble lagt sammen. Ordfører er Sara Sekkingstad (Sp).
Navnet kommer af navnet på gården Alver som har lagt navn til, og ligger i bygdelaget Alversund ved Alverstraumen i tidligere Lindås kommune.

## Befolkning
Kommunen har 29.090 indbyggere (2020).

## Geografi
Alver ligger i det geologiske område Bergensfeltet eller Bergensbuene. Der er 843 øer og holme i Alver.